# Mangifera blommesteinii
Espèce
Statut de conservation UICN

 EN (Needs updating) A1c : En danger
Mangifera blommesteinii est une espèce de plantes à fleurs de la famille des Anacardiacées, originaire de l'Asie du Sud-Est.

## Répartition
Cette espèce est présente en Malaisie (péninsule, Sabah et Sarawak) et en Indonésie (Kalimantan).